# 數位單眼相機

攝影師可以在拍攝圖像前通過鏡子看到被攝體。 拍攝圖像時，鏡子會向上擺動，光線會轉到感光元件。

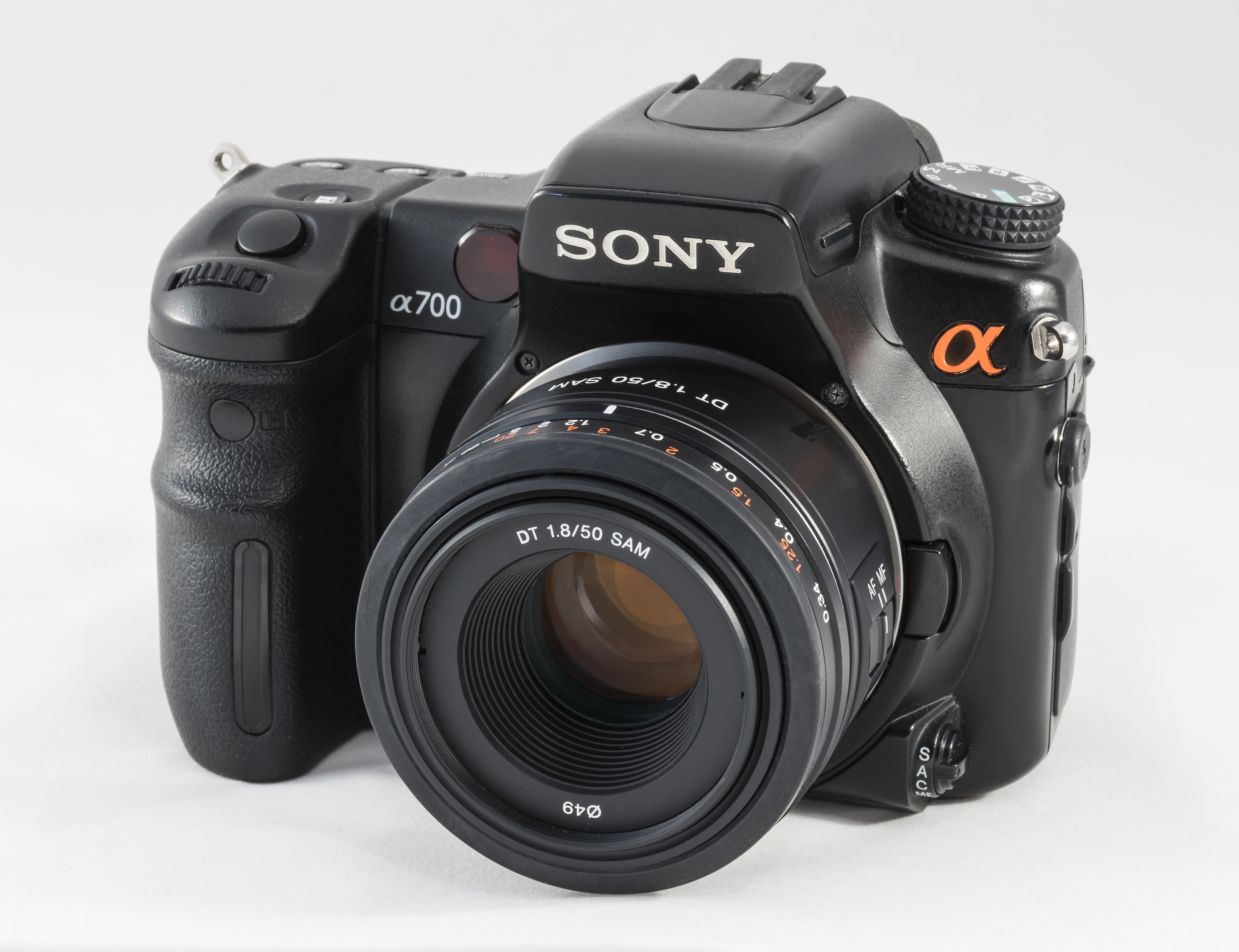
Sony A700

1. 鏡頭
2. 反射鏡
3. 焦平面快門
4. 感光元件
5. 霧面對焦螢幕
6. 聚光鏡
7. 五稜鏡/五面鏡（英语：pentamirror）
8. 取景器

數位單眼相機（英語：digital single-lens reflex camera，缩写：DSLR），简称數位單眼，是一種以數位方式記錄成像的照相機。屬於數位靜態相機（Digital Still Camera）與單眼相機（SLR）的交集。
数字单镜头反光相机（数码单反相机或数码单反相机）是将光学元件和单镜头反光相机与数字成像传感器机制相结合的数码相机，而不是摄影胶片。反射设计方案是数码单反相机与其他数码相机的主要区别。在反射设计中，光线穿过镜头，然后传到镜子，该镜交替将图像发送到取景器或图像传感器。传统的替代方案是拥有自己的镜头取景器，因此这种设计的术语为“单镜头”。通过使用一个镜头，DSLR 的取景器显示的图像与相机传感器捕获的图像没有显著差异。DSLR不同于非反射单镜头数码相机，因为取景器通过镜头提供直接光学视图，而不是由相机的图像传感器捕获并由数字屏幕显示。
數位單眼相機在2000年代基本上取代了基于胶片的SL，尽管无视镜系统摄像机在 2010 年代早期越来越受欢迎，但DSLR仍然是2019年最常用的可更换镜头相机类型。

## 特色

### 感光元件

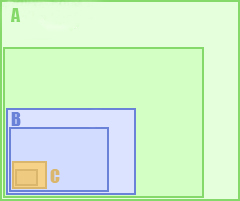
感光元件大小对比。A是中画幅，B为35mm胶片及常规单反，C为消费级数码相机

相對於傳統使用的單眼相機，數位單眼相機是以電荷耦合元件（Charge-coupled device，CCD）或互補式金屬-氧化層-半導體（Complementary Metal-Oxide-Semiconductor，CMOS）之類感光元件捕捉透過鏡頭進入機身內的光線，轉換為電子訊號以數位方式儲存於特定規格的儲存媒介中（通常是快閃記憶體類的設備），以取代傳統單眼相機的溴化銀鹽底片。
以往DSLR的感光元件都是CCD，但由於CMOS造價便宜，加上耗電量低以及數據傳輸速度快，與CMOS成像品質已大幅改進不似過去與CCD成像品質有不小的落差，所以目前大部分新型DSLR都以CMOS作為感光元件。

### 光學原理
相對於一般的消費型數位相機，數位單眼相機具有截然不同的光學特性，例如大部分的DSLR都是倚靠光學觀景窗（Optical View Finder，OVF）取景，一些較後期的機種則增加被稱為「實時取景」（LiveView）的電子觀景窗（EVF）功能來作為輔助。OVF內的影像是利用稜鏡或其他光學原理自主鏡頭中的進光折射成相，相比之下一般消費型數位相機的觀景窗大都採用數位顯示或複眼成像原理來運作。
然而，DSLR（乃至於所有的SLR）依靠反射原理取景而不能使用机背的LCD显示器來呈現畫面，是基于原来胶片单反相机的结构背景，因此是一種功能上的限制而非優勢。2005年Fujifilm FinePix S3 Pro相机的推出突破了传统，可以用OVF或LCD取景（打開反光鏡和快門簾，把SuperCCD上的影像直接顯示在機背LCD的方式，又稱為「Live Image Mode」或Live View），更加接近一般数码相机的使用，（唯第一代Fujifilm S3pro採用黑白畫面），使得普通数码相机和數碼單鏡反光相機的界限将越来越模糊。在繼Fujifilm、Olympus（加以彩色化改良）之後，Panasonic、Canon、Nikon、Pentax和Sony也都推出了不同形式的Live View，使得DSLR上的Live View功能越來越普及。

### 鏡頭

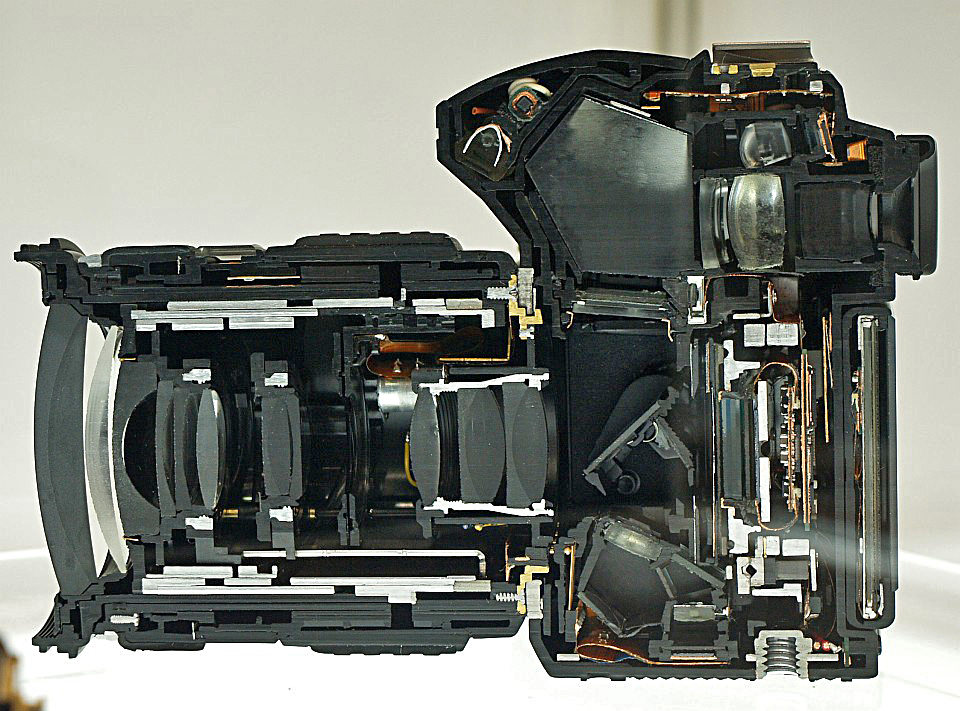
Olympus E-30剖面構造

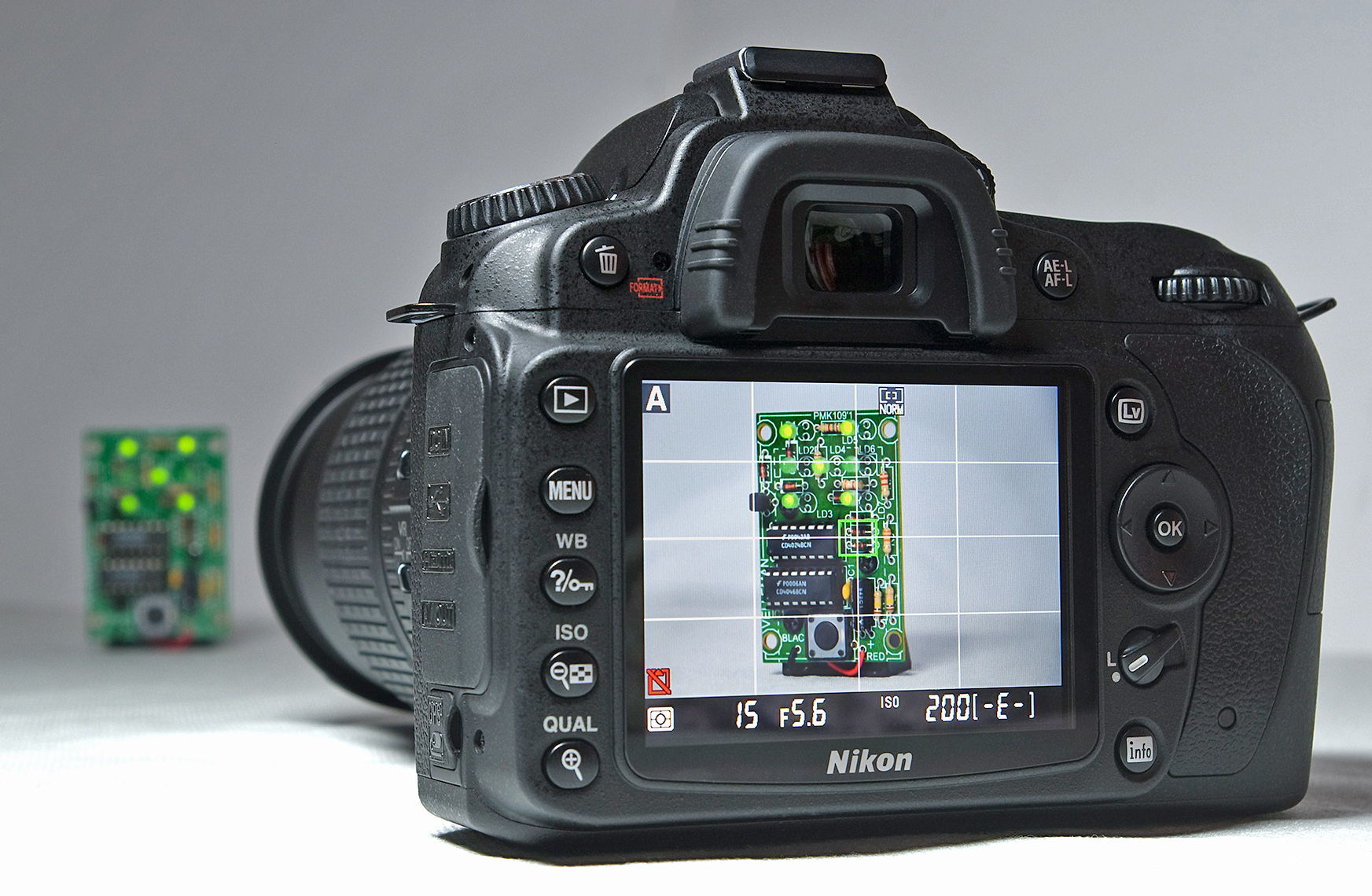
LCD顯示功能

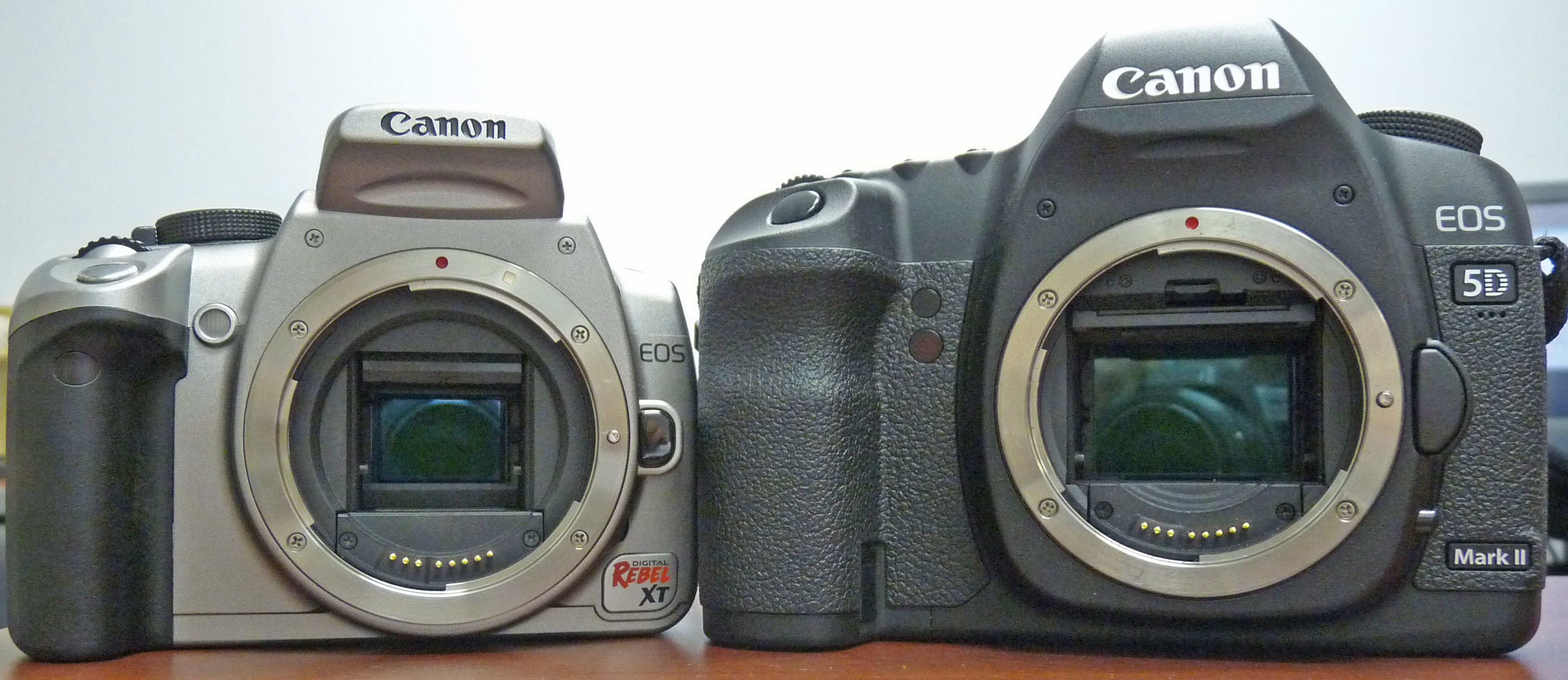
內部的CMOS sensors

數位單眼相機與大部分的單眼相機一樣，通常都是採取鏡頭可拆換（Interchangable Lens）的設計。但要注意的是，這特性只是在絕大部分的此類相機上成立卻並非完全成立，因為曾經有少部分使用單眼光學原理的數位與銀鹽相機，其主鏡頭與機身採一體製造不能拆換的設計。

### 焦長比
由於大面積的數位感光板製造成本高昂，迄今只有較昂貴的專業級或中高階數位單眼相機，才會配備尺碼相當於35mm銀鹽底片的全片幅（24mm x 36mm）感光板。除此之外，與一般的數位相機同樣，大部分的數位單眼相機都是採用面積小於35mm底片的感光板。依照光學原理，由於小面積感光板所需的成像圈較小，因此感光板離成像鏡片的距離可以設計得比35mm相機短，較短的成像焦長配合上一樣曲光率的鏡片，結果是其採像焦長會比35mm來得長，而此焦長增加的倍率，正好就是數位感光板與35mm底片的對角線長度比一致，稱為焦長比。焦長比是只有可以拆換鏡頭、但卻又未使用全尺碼感光板的數位單眼相機才需注意的特殊性能數據。
依照此特性，一架搭載尺碼相當於先進攝影系統（Advanced Photo System，APS）底片面積大小感光板的數位單眼相機，其焦長比大約是在1.5:1至1.6:1左右。如果我們在這架數位相機上裝置一焦長200mm的鏡頭（無論是數碼單反專用還是傳統的菲林單反所用），則它實際上成像的可視角度會相當於200mm x 1.6 = 320mm焦長的鏡頭安裝於35mm菲林相機上的可視角度，這原理可以類推到各種焦長不同的定焦或變焦鏡頭上。需要留意的是焦長比是根據鏡頭的可視角度作比較而非其實際焦距，一個APS-C數碼單反相機專用的鏡頭（如佳能的EF-S 18-55mm f3.5-5.6），其所標示的焦距仍為其物理上的實際焦距。

### 數位單眼相機專用鏡頭
近年來由於數位單眼相機的普及，有許多光學廠商開始製造一種針對非全尺碼感光板數位單眼相機而開發的數位專用可拆換鏡頭，這種鏡頭擁有適合數位相機的成像圈大小。其優點是在同樣的焦長下，數位專用的鏡頭無論是體積、重量還是成本都能比傳統銀鹽相機降低，但是，如果我們將數位相機專用的鏡頭裝在傳統銀鹽單眼相機上使用的話，會在畫面中出現所謂的「暗角」現象，也就是成像圈包含不了整個底片的範圍，因此在底片的邊緣處產生黑色的陰影。嚴重時，甚至會發生鏡片組在近端（廣角端）時觸碰推擠到感光元件（例如底片架）造成損壞的可能。
除了成像圈大小的差異外，由於稜鏡效應，玻璃與塑膠等組成鏡頭透光部位的物質，對於各種顏色的光線之折射率有落差，因此容易在鏡頭處於廣角端時，於畫面的邊緣產生滲色現象（同一個影像不同顏色的部分，因為折射率不同而而在畫面邊緣處分開），降低畫面的銳利度。這種情況雖然在傳統相機上也會遇到，但在數位相機上卻特別明顯，為了解決這問題，通常要配合數位攝影而開發的鏡頭都會加裝特殊的低色散鏡片或於鏡頭上鍍上特殊鍍膜，這也是數位攝影適用或專用鏡頭在設計上一個與以往不同的特色。

## 數位單眼相機產品
從早期以傳統單眼相機為基礎加裝數位機背（Digital Camera Backs），一直到今天專門針對數位需求而開發的專用機種，DSLR已經逐漸取代底片相機在專業領域的市場佔有，變成市場主力族群，也因此吸引了越來越多傳統相機光學名廠的加入。迄今為止曾推出DSLR產品的廠商或品牌包括了佳能（Canon）、康泰時（Contax）、富士（Fujifilm）、柯達（Kodak）、柯尼卡美能達（Konica Minolta，2003年以前原稱Minolta）、尼康（Nikon）、奧林巴斯（Olympus）、賓得士（Pentax）、適馬（Sigma）等廠商，而原本主要從事消費電子產品製造的大廠松下電器（Panasonic）、索尼（Sony）與三星（Samsung）亦在2005年宣佈透過與既有光學廠合作的方式投入DSLR市場，而成為最新的參與廠商。在這些品牌廠商中，柯達雖然是最早將數位感光技術應用在單眼相機上的廠商，但由於該公司的產品都是以其他品牌的傳統相機為基礎進行感光元件部位的改裝，因此在定位上與其他的專用機種還是有點不同的。除此之外，中片幅相機專業廠玛米亚（Mamiya-OP）也在2005年底正式加入數位相機市場，推出世界第一款數位中片幅相機Mamiya ZD。2006年，萊卡（Leica）發表Panasonic Lumix DMC-L1的姊妹機DIGILUX 3，是這家光學老廠第一次以自己的品牌投入DSLR市場（在此之前萊卡只曾推出過消費型數位相機產品以及傳統單眼相機的數位機背）。

## 其他
除了DSLR外，數位相機市場上也出現過一些經常被誤認為是DSLR，但實際上使用不同光學原理的其他可換鏡頭數位相機，其與傳統DSLR光學原理不同，故不可稱為DSLR：

### 數位測距連動相機
愛普生（Epson）在2004年起推出了幾款鏡頭可交換式數位相機，包括R-D1、R-D1s以及R-D1xG，萊卡亦在2006年起推出同類型的M8、M8.2以及M9，在光學原理上這些相機屬於測距連動相機（RangeFinder Camera，又稱為「複眼相機」或「旁軸相機」），與單眼反射成像（Single Lens Reflex）原理不同。

### 輕便型數位可拆換鏡頭相機
松下電器（Panasonic）在2008年起推出了幾款輕便型可拆換鏡頭的相機，包括Lumix DMC-G1、Lumix DMC-GH1以及Lumix DMC-GF1，使用一種稱為微4/3系統（Micro Four Thrids）的新光學規格。微4/3系統使用由Olympus所主導開發的4/3系統之感光元件標準，但是為求系統重量與體積的縮減，微4/3系統取消了傳統SLR一定會有的反射鏡機構，直接利用實時顯示觀景窗（LiveView Finder，LVF）以純數位式的方式進行對焦。依照嚴格的定義，不具有反射鏡的相機頂多只能以字面解釋稱為「單眼相機」（指攝影者觀察視線與感光元件的視線同軸的相機觀測設計），但不能稱之為單眼反射式相機。雖然其對焦原理類似一般的消費型數位相機，但因為仍採DSLR可拆換鏡頭的設計，因此在Panasonic自身的產品分類中DMC-G1/GH1仍被列於「數位單眼」（デジタル一眼）的產品陣線中。
除了Panasonic之外，Olympus也曾在2008年的Photokina中展示過一架同樣使用微4/3系統的原型相機，體積比DMC-G1更小、更類似一般隨身消費型數位相機，並在2009年3月份的公司決算會議中證實將推出Olympus半格（half-frame）相機「PEN」系列的後繼數位版本，7月1日正式上市，定名為PEN E-P1。
有別於Panasonic及Olympus聯手推出的微4/3系統外，Samsung也在2009年的攝影行銷協會國際會議暨貿易展（Photo Marketing Association International Convention and Trade Show，通常簡稱為PMA）時推出一個採用APS-C規格感測器的無反光鏡新機，並稱為NX系統。NX的整體概念與微4/3系統類似，都是採用無反光鏡的設計。Samsung也在2010年一月正式發表NX10，成為正式推出無反光鏡相機的廠商。
除了微4/3系統與NX系統外，Sony也在2010年的PMA展中發表將推出無反光鏡系統，成為第三家表明進入無反光鏡相機的廠商，並在2010年5月正式推出NEX-3/NEX-5機身及全新設計的E接環。Sony的E接環使用與Sansumg相同的APS-C規格感測器，採極小/極簡的機身設計，使得NEX-5擁有目前所有可更換鏡頭的無反光鏡相機中，最小的機身體積。

## 外部連結
品牌官方網站
- BeBit（Canon攝影產品官方網站） （页面存档备份，存于）（日文，英文）
- Fujifilm日本官方網站 （页面存档备份，存于）（日文）
- Epson全球官方網站 （页面存档备份，存于）（英文）
- Nikon全球官方網站 （页面存档备份，存于）（英文）
- Olympus日本官方網站 （页面存档备份，存于）（日文，英文）
- Pentax日本官方網站（日文，英文，簡體中文）
- Samsung全球官方網站 （页面存档备份，存于）（英文）
- Sigma日本官方網站 （页面存档备份，存于）（日文，英文）
- SonyDrive （页面存档备份，存于）（Sony日本官方產品網站，日文）

其他相關網站
- Digital Photography Review-dpreview （页面存档备份，存于）